# Въздвижение на Светия кръст (Гара Аканджали)
Вижте пояснителната страница за други значения на Свети Георги.
„Въздвижение на Светия кръст“ (на гръцки: Υψώσεως Τιμίου Σταυρού) е православна църква в кукушкото село Гара Аканджали (Статмос Мурион), Гърция, част от Поленинската и Кукушка епархия.
В 1930 година в село Чаали (Микровриси) заселените гърци бежанци от Турция построяват християнски храм. С постепенното заселване на жителите от околностите в Гара Аканджали, към която е присъединено Чаали, старата църква става малка за задоволяване на нуждите им. На 30 ноември 1975 година в центъра на Гара Аканджали е поставен основният камък на църквата „Въздвижение на Светия кръст“. Първата литургия е отслужена на 5 септември 1982 година, а на 10 април 1983 година църквата е осветена. Строежът е финансиран от местните жители и много имигранти.
В двора на храма има параклис „Света Екатерина“. Гробищната църква „Свети Лазар“ също е параклис на храма.